# الکساندر سکولوویچ
الکساندر سکولوویچ (صربی: Aleksandar Sekulović؛ ‏ ۲۵ سپتامبر ۱۹۱۸ – ۲۸ اوت ۱۹۷۴) یک فیلم‌بردار اهل یوگسلاوی بود. وی کارش را با تهیه فیلم‌های خبری به سفارش ارتش خلق یوگسلاوی شروع کرد.
از فیلم‌ها یا مجموعه‌های تلویزیونی که وی در آن‌ها نقش داشته است، می‌توان به بانو مکبث سیبریایی اشاره نمود.